# L'Épreuve (Marivaux)
Pour les articles homonymes, voir L'Épreuve.
L’Épreuve est une comédie en un acte et en prose de Marivaux représentée pour la première fois le 19 novembre 1740 par les Comédiens Italiens au théâtre de la rue des Fossés Saint-Germain
Un des bijoux les plus finement ciselés du théâtre de Marivaux, l’Épreuve a souvent été refaite et les comédiens l’appelaient ordinairement l’Épreuve nouvelle, pour la distinguer de l’Épreuve réciproque, de l’Épreuve villageoise, etc. Comme dans nombre de ses pièces, le dénouement de l’intrigue repose sur un travestissement.

## Personnages
- Madame Argante.
- Angélique, sa fille.
- Lisette, servante d’Angélique.
- Lucidor, amant d’Angélique.
- Frontin, valet de Lucidor.
- Maître Blaise, jeune fermier du village.

## L’intrigue
Lorsque Lucidor, fils d’un riche bourgeois et à la tête d’une fortune considérable, est tombé malade à la campagne, une famille d’honnêtes et peu riches propriétaires campagnards l’a soigné. La jeune fille surtout, Angélique, a pris de lui un soin tout particulier. Elle est charmante et Lucidor serait heureux de l’épouser, mais il voudrait, avant de lui offrir sa main, savoir si c’est lui qu’elle aime ou sa fortune. Il apprend qu’un fermier (pauvre et nul)  du voisinage la recherche en mariage. Il fait venir de Paris son valet Frontin, l’habille en homme du monde, puis, rencontrant Angélique, lui dit qu’il lui a trouvé un mari, son ami intime, un autre lui-même, qui demeure à Paris, dans la même maison que lui. Angélique, heureuse et confuse, ne doute pas que ce futur, bien qu’il ne se soit pas nommé, ne soit Lucidor lui-même. Elle le dit même à Lisette. Aussi lorsqu’on lui présente Frontin, elle ne le regarde même pas ; elle se fâche contre tout le monde, contre Lisette, contre Lucidor qui l’a mal jugée, contre sa mère qui s’indigne qu’elle ait refusé le parti avantageux qu’on lui offrait. De dépit, elle dit qu’elle épousera Blaise et tâchera de l’aimer. Resté seul avec Angélique, Lucidor la calme et lui avoue qu’il l’aime et qu’il a seulement voulu s’assurer de son amour. C’est lui qui veut être son époux. Angélique dit qu’elle n’a jamais cessé de l’aimer, et les préparatifs du mariage commencent.

## Source
- Jean Fleury, Marivaux et le marivaudage, Paris, Plon, 1881, p. 144-5.